# ラファエル・ヒメノ・プラネス
ラファエル・ヒメノ・プラネス（Rafael Ximeno y Planes 1759年か1760年生まれ、1825年6月に没）はスペイン生まれの画家である。1794年にメキシコシティの美術学校(Academia de San Carlos)の副校長に任じられてメキシコに移り、後に校長も務めた。

## 略歴
スペインのバレンシアの銀細工師の息子に生まれた。母方の叔父、ルイス・プラネス(Luis Planes)から画家の仕事を学んだ。奨学金を得てマドリードの美術学校、王立サン・フェルナンド美術アカデミーで学んだ。1783年にローマで修行した後、1786年にバレンシアの王立サン・カルロス美術アカデミー(Real Academia de San Carlos de Valencia)の副校長に任じられた。1793年にメキシコに派遣され、メキシコシティの美術学校、アカデミア・デ・サン・カルロスの副校長に任命された。1798年にヘロニモ・アントニオ・ヒル(Jerónimo Antonio Gil: 1731-1798)が亡くなるると校長を継いだ。
メキシコでは美術学校の運営の他に、サンフェリペ・ネリ教会やメキシコシティ・メトロポリタン大聖堂などのメキシコシティの教会の装飾画を描き、出版物の挿絵も描いた。ヒメノ・プラネスが挿絵を描いた書籍には1789年にマドリードで出版されて人気になったTomás de Iriarte y Oropesa翻訳の「ロビンソン・クルーソー」がある。ドン・キホーテやHernando del Pulgarの著した歴史書の挿絵も描いた。
ヒメノ・プラネスは1810年から1924年にメキシコ合衆国が成立までの、メキシコ独立革命の混乱の時代も美術アカデミーの校長の仕事を続けた。教師に18ヶ月間報酬が払われないこともあった。メキシコ合衆国が成立し、国立美術アカデミー(Academia Nacional de las Nobles Artes)に改名された後も校長を務め、1825年6月にメキシコシティで亡くなった。

## 作品

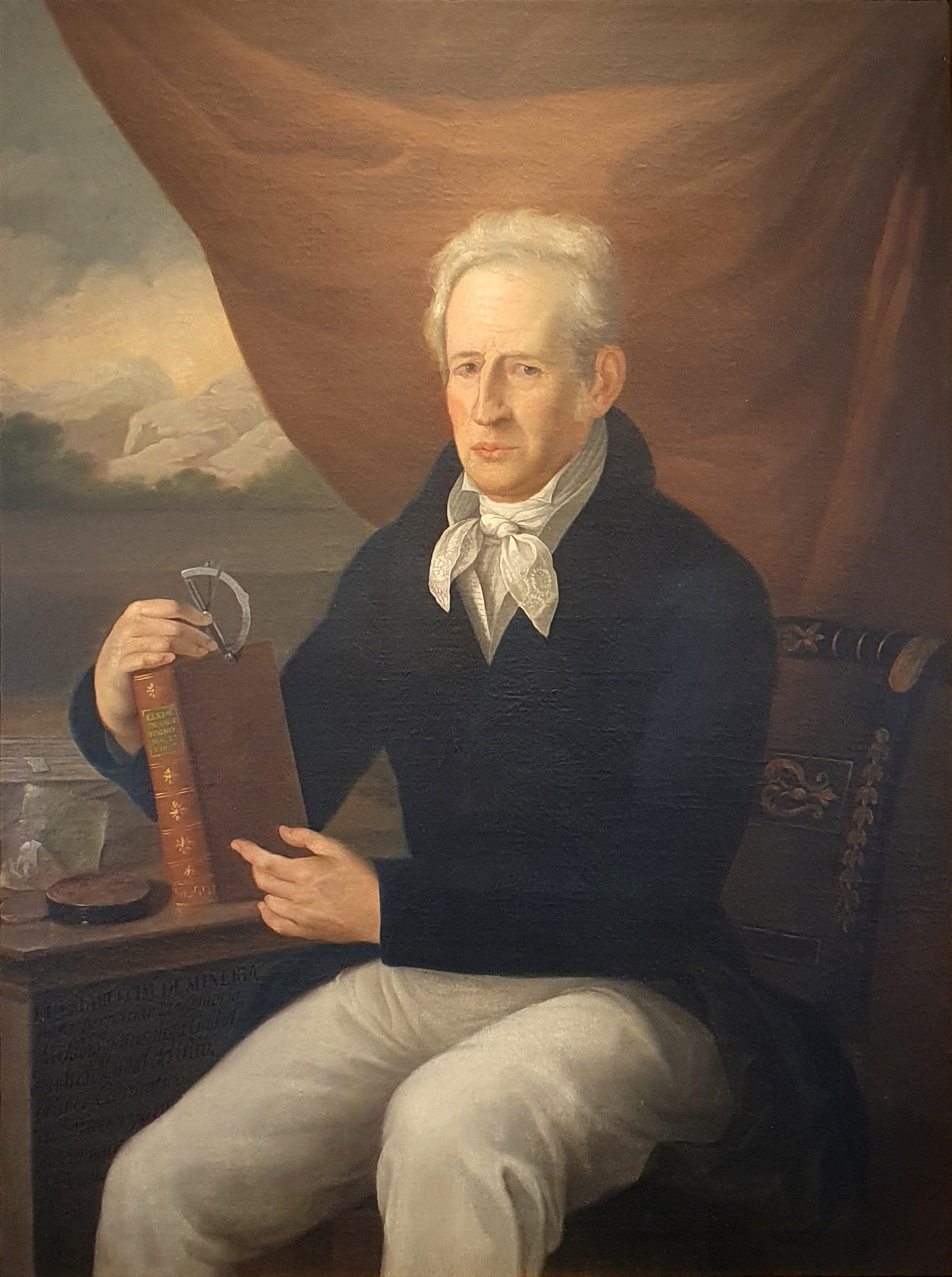
アンドレス・マヌエル・デル・リオ(化学者)(1825)
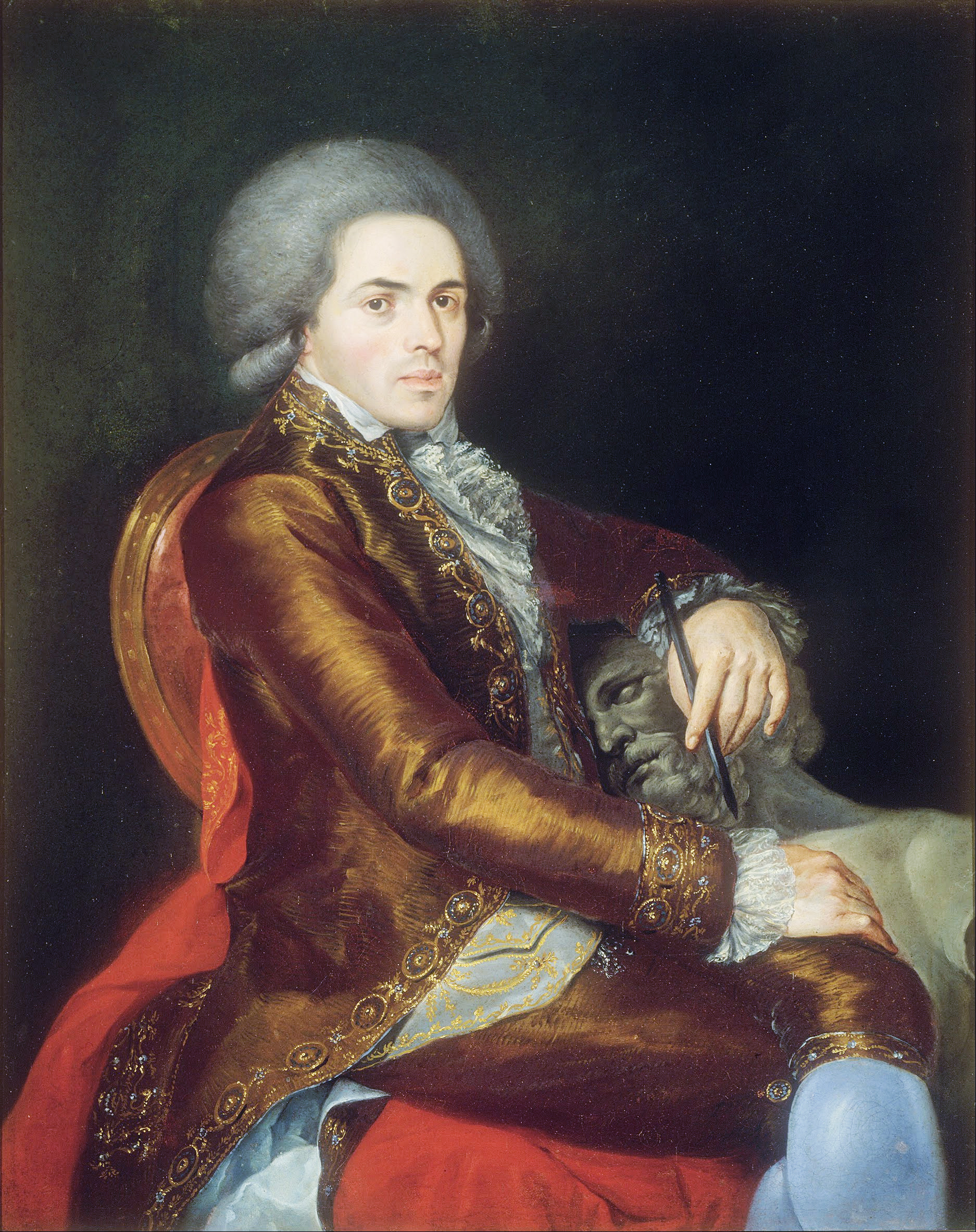
マヌエル・トルサ(建築家、彫刻家)
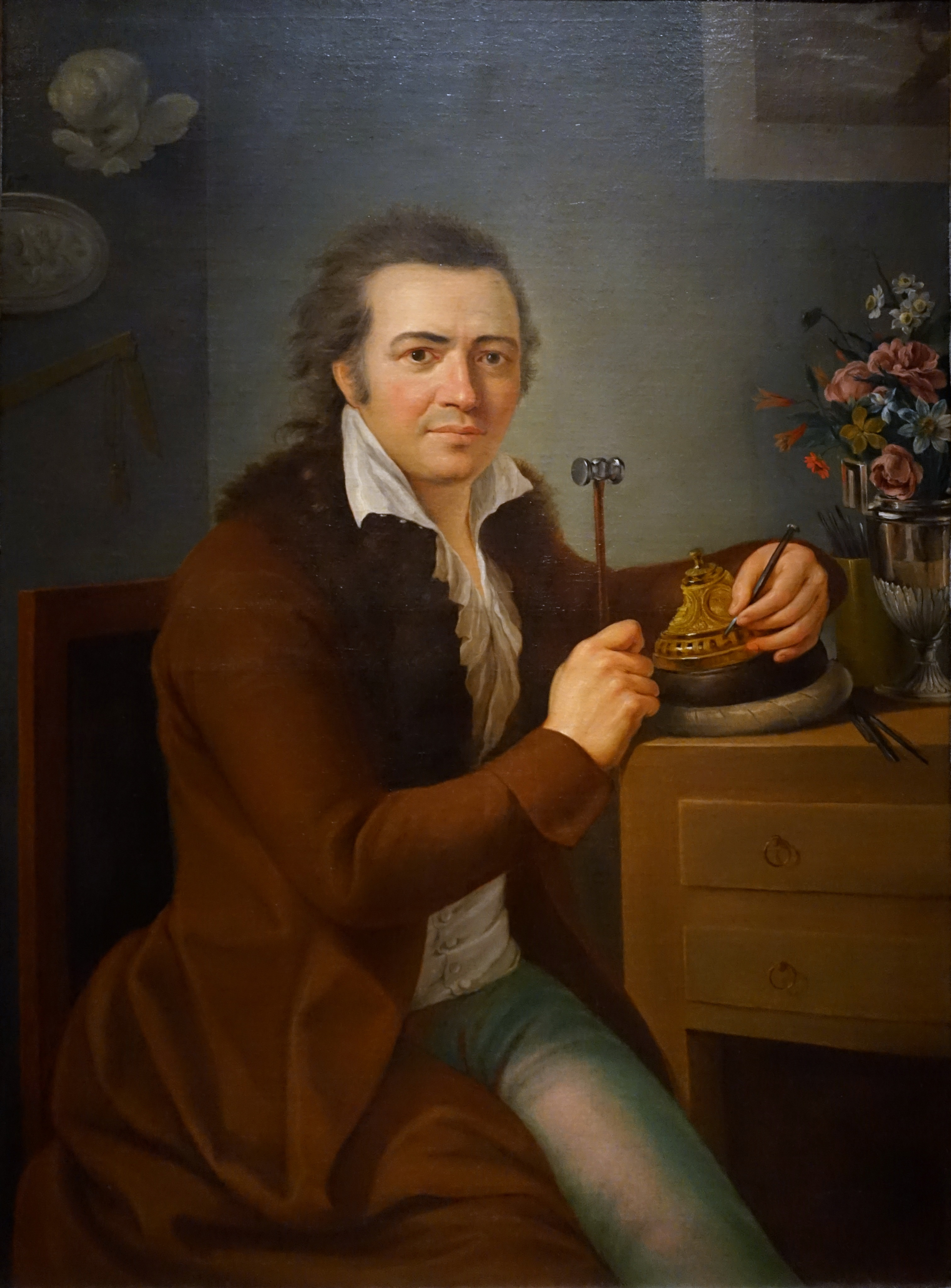
銀細工師 (1795)
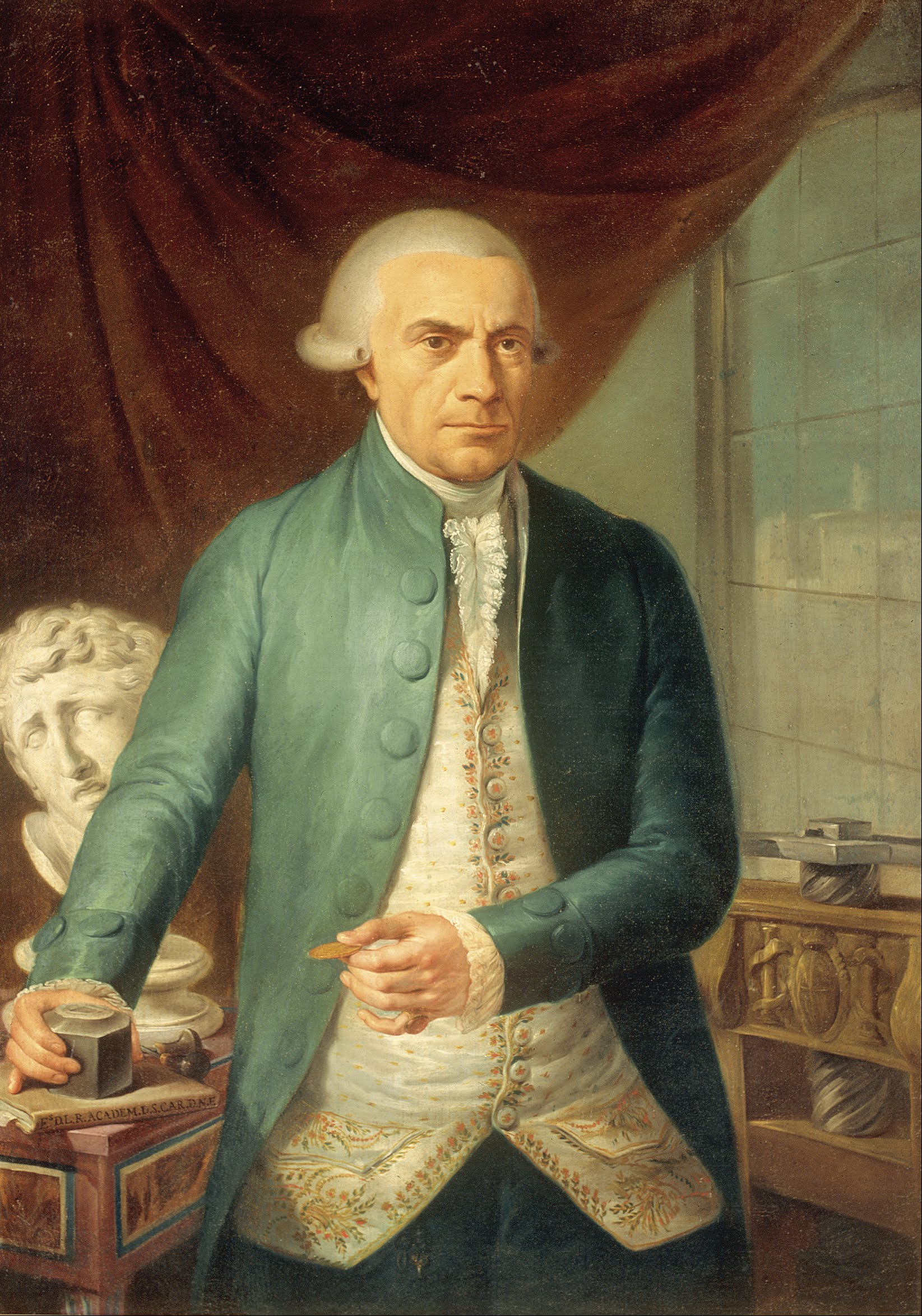
ヘロニモ・アントニオ・ヒル(版画家)